# Giải thưởng Điện ảnh Hồng Kông lần thứ nhất
Giải thưởng Điện ảnh Hồng Kông lần thứ nhất được tổ chức năm 1982 tại Hồng Kông.

## Danh sách các giải thưởng
| Phim hay nhất                     | Phim hay nhất      | Phim hay nhất |
| Phim                              | Tên tiếng Anh      |               |
| --------------------------------- | ------------------ | ------------- |
| Phụ tử tình (父子情)              | Father and Son     |               |
| Đạo diễn xuất sắc nhất            |                    |               |
| Đạo diễn                          | Phim               |               |
| Phương Dục Bình                   | Phụ tử tình        |               |
| Kịch bản hay nhất                 |                    |               |
| Biên kịch                         | Phim               |               |
| Trương Kiên Đình                  | Hồ Việt đích cố sự |               |
| Nam diễn viên chính xuất sắc nhất |                    |               |
| Diễn viên                         | Phim               |               |
| Hứa Quan Văn                      | Ma đăng bảo phiêu  |               |
| Nữ diễn viên chính xuất sắc nhất  |                    |               |
| Diễn viên                         | Phim               |               |
| Huệ Anh Hồng                      | Trường bối         |               |